# Національний центр наукових досліджень
48°50′52″ пн. ш. 2°15′50″ сх. д. / 48.8477° пн. ш. 2.264° сх. д.
Національний центр наукових досліджень (НЦНД) Франції (фр. Centre National de la Recherche Scientifique, CNRS) — провідна наукова установа Франції. Заснований 19 жовтня 1939 року.

## Короткий опис
CNRS є найбільшою французькою громадською науково-дослідною установою, що об'єднує державні організації Франції, які спеціалізуються в галузі прикладних і фундаментальних досліджень, та координує їхню діяльність на національному рівні. Національний центр наукових досліджень перебуває під адміністративним наглядом Міністерства вищої освіти і наукових досліджень (фр. Ministère de l'Enseignement supérieur et de la Recherche). Центр належить до громадських науково-технічних установ (фр. établissement public à caractère scientifique et technologique EPST). Заснований 19 жовтня 1939 року фізиком Ж. Перреном.
Посаду голови і головного виконавчого директора обіймає Ален Фуш (Alain Fuchs), призначений на цей пост 20 січня 2010 року французькою Радою міністрів за пропозицією міністра Валері Пекресс (Valérie Pecresse).
Головний осідок організації знаходиться в Парижі. Іноземні представництва CNRS знаходяться в таких містах, як Бонн, Брюссель, Йоганнесбург, Москва, Токіо, Пекін, Сантьяго-де-Чилі, Туніс, Вашингтон, Ханой.

## Структура
У структурі НЦНІ 10 інститутів, з яких два інститути зі статусом національного (Національний інститут астрономії і геофізики в Медоні, Національний інститут ядерної фізики й фізики елементарних часток в Парижі), а також близько 200 лабораторій.
Працює низка багатогалузевих наукових центрів, що розташовані в таких містах:
- Бельвю (фізика високих тисків, фізика твердого тіла, радіаційна хімія, електроліз, магнетизм)
- Жиф-сюр-Іветт (біохімія, мікробіологія)
- Марсель (фізика, біохімія, нейрофізіологія)
- Фон-Роме-Одейо-Віа (сонячна енергія)
- Орлеан (хімія мінералів, фізика високих температур, молекулярна біофізика),
- Страсбург (біологія, ядерна фізики І спектроскопія)
- Вітрі-Тьє (фізична хімія, прикладна органічна хімія, металургійна хімія)

10 інститутів НЦНІ :
- Інститут біологічних наук (INSB)
- Інститут хімії (INC)
- Інститут екології та навколишнього середовища (INEE)
- Інститут гуманітарних та соціальних наук (INSHS)
- Інститут інформаційних наук (INS2I)
- Інститут інженерних та системних наук (INSIS)
- Національний інститут математичних наук (INSMI)
- Інститут фізики[fr] (INP)
- Національний інститут ядерної фізики й фізики елементарних часток (IN2P3)
- Національний інститут наук про космос (INSU)

Центр видає понад 20 наукових журналів.

## Фінансування
На початку ХХІ ст. — 3,4 млрд євро на рік (з них 2,6 млрд надало французька держава, решта — різноманітні європейські гранти та кошти від приватного сектора).

## Відомі науковці

### Нобелівські премії
- Нобелівська премія з фізики
  - 1966 р.: Альфред Кастлер, Вища нормальна школа (директор досліджень в CNRS з 1968 до 1972 рр.): Нові спектроскопічні методи
  - 1991 рік: П'єр Жиль де Жен, Коллеж де Франс, ESPCI: рідкі кристали
  - 1992: Георгій Харпак, ESPCI та CERN (дослідник CNRS з 1948 до 1959 рр.): Винахід та розробка детекторів частинок, особливо багатопровідної пропорційної камери
  - 1997: Клод Коен-Таннуджі, Коллеж де Франс та Вища нормальна школа (1960—1962 рр. в CNRS): охолодження та захоплення атомів лазерним світлом
  - 2007: Альберт Ферт, з 1995 науковий співробітник в CNRS та в Thales. Премія разом з Петером Грюнбергом: ефект GMR
  - 2012: Серж Арош, з 1967 по 1975 рр. В CNRS. Нагороджений Девідом Уайнланд.
- Нобелівська премія з фізіології та медицини
  - 2008: Люк Монтаньє, професор, професор Інституту Пастера, відділ віральної онкології, почесний директор досліджень в CNRS[29] Разом з Франсуазою Барре-Сінуссі та Гаральдом цур Гаузеном[30] : вірус HI
  - 2011: Жуль Альфонс Гофманн, директор Інституту молекулярної та клітинної біології у Страсбурзі (керівник групи в CNRS з 1978 року). Разом з Брюсом Бетлером та Ральфом М. Стейнманом: активізація вродженого імунітету
- Нобелівська премія з хімії
  - 1987: Жан-Марі Лен, Страсбурзький університет (I) та Коллеж де Франс (науковий співробітник CNRS з 1960 до 1966): супрамолекулярна хімія

### Медалі Філдса
- 1950: Лоран Шварц, Університет Нансі (в CNRS з 1940 до 1944)
- 1954: Жан-П'єр Серр, Коллеж де Франс (в CNRS з 1948 до 1954)
- 1958: Рене Том, Університет Страсбурга. (Дослідник CNRS з 1946 до 1953??)
- 1966: Александр Гротендік, Паризький університет. (Науковий співробітник CNRS з 1984 р.)
- 1982: Ален Конн, Інститут вищих наукових досліджень (стажист в CNRS з 1970 до 1974 рік і директор з 1981 до 1984 рік)
- 1994: П'єр-Луї Ліон, Університет Париж-Дофін (в CNRS з 1979 до 1981 рік)
- 2002: Лоран Лаффорг, ІІнститут вищих наукових досліджень (працівник Університету Париж-Південь для CNRS з 1990 до 2000 рік)
- 2006: Венделін Вернер, Університет Париж-Південь (науковець в Університеті П'єра та Марі Кюрі для CNRS з 1991 до 1997)
- 2010: Нго Бао Чау, Університет Париж-Південь (науковець в Університеті Париж-Північ для CNRS з 1998 до 2004 рік)